# Erich Hochstädt
Erich Hochstädt (* 30. September 1929 in Bottrop; † 8. Mai 2009) ist emeritierter Professor, Dekan und von September 1979 bis August 1983 Rektor der Fachhochschule Oldenburg/Ostfriesland/Wilhelmshaven.

## Leben
Hochstädts Vater Albert Hochstädt wurde am 26. April 1902 in Pollnitz im Kreis Schlochau in Westpreußen geboren. Nach Beendigung der Volksschule fuhr er auf Arbeitssuche ins Ruhrgebiet und trat in Bottrop eine Stelle als Bergmann auf der Schachtanlage Prosper III an. Dort lernte er Hochstädts Mutter Johanna Kubitza kennen, die am 14. Februar 1906 in Bottrop geboren wurde. Die Eltern heirateten 1927. Die Familie lebte in Bottrop in einfachen Verhältnissen.
Nach dem Besuch der Volksschule und der Mittelschule besuchte Hochstädt von 1947 bis 1951 das Städtische Jungengymnasium in Bottrop, welches er mit dem Abitur abschloss. Anschließend begann er ein Studium der Elektrotechnik an der Technischen Hochschule Hannover. Dort wurde er bei der katholischen Verbindung AV Gothia im KV aktiv. Danach war er in der Entwicklungsabteilung der AEG-Fabriken in Hameln tätig.

## Wirken
Hochstädt war bis zu seiner Emeritierung 1995 Professor, Dekan und von September 1979 bis August 1983 Rektor der Fachhochschule Oldenburg/Ostfriesland/Wilhelmshaven. Zudem war er stellvertretender Vorsitzender der Landeshochschulkonferenz Niedersachsen und Mitglied der Westdeutschen Rektorenkonferenz. Als Professor unterrichtete er im Fachbereich Elektrotechnik u. a. die Fächer Grundlagen der Elektrotechnik, Elektrische Energieanlagen sowie Lichttechnik und leitete das Labor für Lichttechnik.